# Территориальное исследование

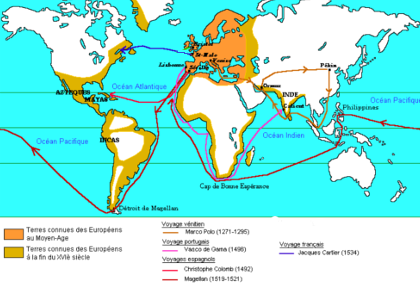
Исследование Земли

Территориальное исследование — основной метод получения первичных географических материалов, используемых в географических исследованиях.
Территориальные исследования проводятся экспедиционными и стационарными методами и сопровождаются картографированием.
Люди, выполняющие территориальное исследование, именуются исследователями. Они могут быть как учёными, так и путешественниками, торговцами или военными, составляющими описание новых территорий по ходу выполнения своих основных практических задач.

## История
История исследований Земли и географических открытий подразделяется на несколько периодов, охватывающих различные географические районы и исторические эпохи.
Одним из наиболее ранних периодов являются финикийские исследования Средиземноморья в 1500—300 годах до н. э.. Документальных свидетельств маршрутов финикийцев практически не сохранилось, но по имеющимся материальным свидетельствам они достигали берегов Великобритании. По мнению некоторых учёных, финикийцы могли также доплывать до Центральной Америки, однако достоверных доказательств этому не найдено. Согласно древним источникам, основательница Карфагена Дидона была по происхождению финикийкой из Малой Азии.
Карфагеняне продолжили исследования Средиземноморья соседних территорий, в частности Ганон (500 год до н. э.) исследовал западный берег Африки.
Древнегреческий исследователь из Массалии (современный Марсель) Пифей (ок. 380 — ок. 310 до н. э.) стал первым, кто обошёл Великобританию, исследовал Германию и, по его словам, достиг легендарного острова Туле.
В Азии исследованиями новых земель занимались китайцы, которые во II веке до н. э. исследовали большую часть восточного полушария. Дипломат династии Хань с 139 года до н. э. Чжан Цянь путешествовал на запад, пытаясь заключить союз с юэчжами против степняков хунну.
Несмотря на провал основного задания, Чжан Цянь открыл для китайской цивилизации остатки империи Александра Македонского. По возвращении в Китай Чжань Цянь сообщил о посещении Бактрии и городов Фергана и Согдиана, а также пересказал описания земель, расположенных западнее.
Викинги, передвигаясь по рекам и морям, исследовали западную часть северного полушария в период с 800 по 1040 годы. Эрик Рыжий (950—1003), изгнанный из Исландии, основал поселение в Гренландии, а его сын, Лейф Эрикссон, считается первым европейцем, высадившимся в Северной Америке.
В 1328—1333 годах китайский путешественник Ван Даюань совершил два плавания в Индийский океан, добравшись до Цейлона и Индии. В 1334—1339 годах он побывал в Африке. Позднее путешественник и флотоводец Чжэн Хэ совершил семь походов в Аравию, Индию, Восточную Африку, Индонезию и Таиланд.
Тихоокеанский регион на протяжении нескольких тысяч лет исследовали и осваивали полинезийцы. Передвигаясь от острова к острову на изобретённых ими каноэ с аутригером, они к 1280 году достигли Новой Зеландии.

### Великие географические открытия
Особое место в географических исследованиях занимает эпоха великих географических открытий — период с XV по XVII век, в течение которого европейцы открывали новые земли и морские маршруты в Африку, Америку, Азию и Океанию. Среди наиболее значимых исследователей этого времени — Афанасий Никитин, совершивший путешествие в Персию, Индию и Турцию; Бартоломеу Диаш, первым из европейцев достигший мыса Доброй Надежды; Христофор Колумб, открывший Америку; Васко да Гама, обогнувший Африку и доплывший до Индии; Васко Нуньес де Бальбоа, первым достигший тихоокеанского побережья Америки; Фернан Магеллан и Хуан Себастьян Элькано, совершившие первое кругосветное плавание; Жак Картье, составивший первую карту Канады; Франсиско де Орельяна, первооткрыватель Амазонки, проплывший по всей её длине; Виллем Янсзон, первым из европейцев достигший берегов Австралии; и Абел Тасман, открывший остров Тасмания и Новую Зеландию.

## Современные исследования
Современные территориальные исследования ведутся не только с помощью наземных экспедиций, но и с привлечением авиационных и космических аппаратов, а также при помощи роботизированных средств. Границы исследований расширились за пределы Земли и включают экспедиции с участием человека или автоматических станций в космическое пространство, на соседние планеты и к другим астрономическим объектам.